# 서전안경
서전안경(瑞全眼鏡, 영어: Seo Jeon Optical)는 1985년에 설립한 대한민국 최초의 안경 제조 판매 업체이다.

## 역사
- 1985년 ㈜서전 설립
- 1985년 일본 안경회사 이시야마 안경(영어: Ishiyama Optical)社와 합작회사 계약체결
- 1985년 전북 정읍에 3만평 규모에 공장 준공
- 1986년 최초의 TV광고 방영 개시 (KBS, MBC, 1997년 초반까지 10년 이상 방영이 되었고, SBS는 7년 이상 방영이 되었다.)
- 1987년 ㈜백산광학이 서전안경테 판매 계약체결
- 1988년 업계 최초로 KS 마크와 1등급 품질 마크 획득
- 1988년 전국 안경점에 서전특약점 홍보 개시
- 1989년 주니어용 안경테 클라르떼 개발 (1990년에 출시 하였음)
- 1992년 서전의 개발을 한 티타늄 안경테 출시
- 1993년 서전안경테의 수출용 브랜드인 코레이(영어: Koure)를 개발해 세계 4대 안경전시회중 하나인 뉴욕비전엑스포에서 호평을 받았다
- 1996년 일본 이시야마 안경(영어: Ishiyama Optical)社와 합작계약 종료
- 1997년 ㈜백산광학 판매계약 종료
- 2002년 Good Design 마크 획득
- 2004년 ㈜서전 경영난 인해 최종부도
- 2007년 ㈜서전안경으로 재탄생
- 2010년 국내 최초로 생분해성 플라스틱 안경테 개발
- 2014년 ㈜서전 창업주 육동창 명예회장 별세
- 2017년 전국 안경점체인 다비치안경과 판매공급
- 2021년 독일국제 디자인 공모전 IF 디자인 어워드 2021에서 본상 수상 (서전안경)